# Ferrite

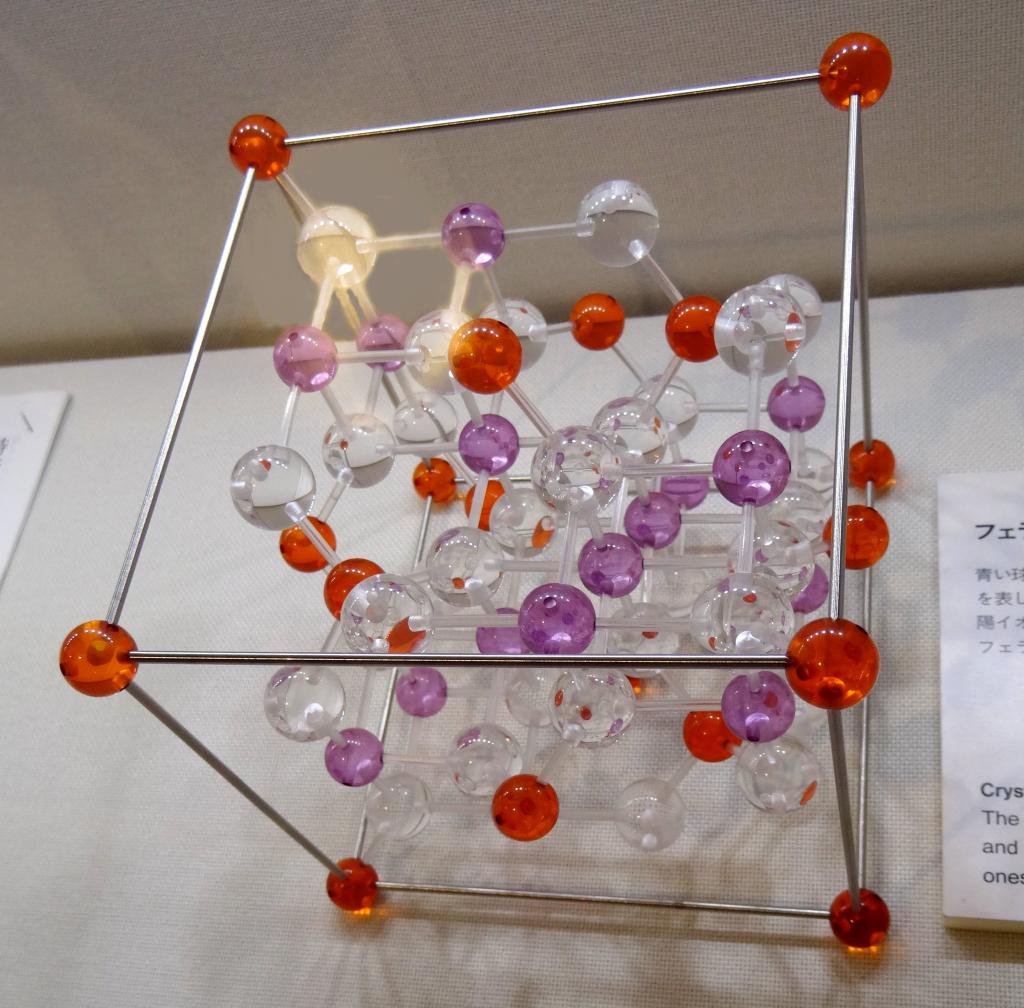
Modell der kubischen Kristallstruktur von Ferriten mit eingelagerten Metallverbindungen im Museum des Tokyo Institute of Technology

Ferrite sind elektrisch schlecht oder nicht leitende ferrimagnetische keramische Werkstoffe aus dem Eisenoxid Hämatit (Fe2O3), seltener Magnetit (Fe3O4), und weiteren Metalloxiden.
Je nach Zusammensetzung sind Ferrite hart- oder weichmagnetisch.

## Grundlagen

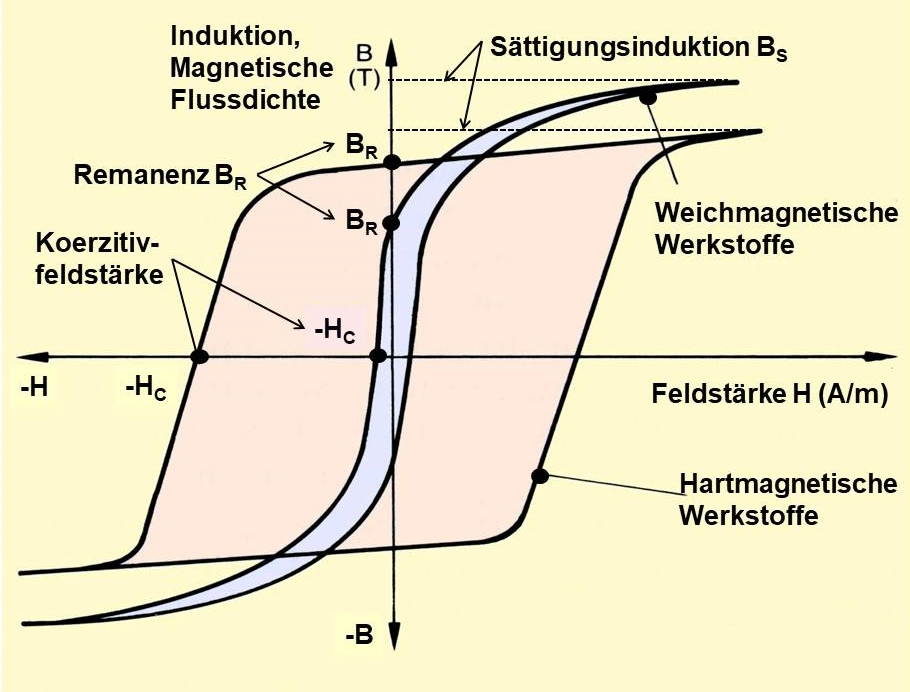
Der Unterschied zwischen weich- und hartmagnetischen Werkstoffen ist der unterschiedlichen Form der Hysteresekurven deutlich sichtbar.

Ferrite sind weich- oder hartmagnetische ferrimagnetische, meist keramische Werkstoffe aus Eisen(III)-oxid (Hämatit, Fe2O3) oder Magnetit (Fe3O4) und Metalloxiden- oder Metallkarbonaten als Zuschlagsstoffe, die bestimmend für die späteren Eigenschaften des jeweiligen Werkstoffes sind.
Die chemische Zusammensetzung von Ferriten kann durch die allgemeine Formel MeO•Fe2O3 = MeFe2O4 beschrieben werden, wobei Me bei weichmagnetischen Ferriten für die Metalle Nickel (Ni), Zink (Zn), Mangan (Mn), Cobalt (Co), Kupfer (Cu), Magnesium (Mg) oder Cadmium (Cd), bei hartmagnetischen Ferriten für Barium (Ba), Strontium (Sr) oder Cobalt (Co) steht. In einem Ferrit kommen also auf drei Metall- ungefähr vier Sauerstoff-Atome. Die Metalle und der Sauerstoff bilden ein kubisches Kristallsystem, innerhalb dessen die Legierungsbestandteile eingelagert sind. Die Kristallsysteme wachsen dann zu unterschiedlich großen Körnern heran. Da die Außengrenzen der Körner aus nichtleitendem Fe2O4 bestehen, sind sie elektrisch gegeneinander isoliert. Dies ist besonders für weichmagnetische Ferrite wichtig, weil dadurch das Ferritmaterial praktisch nichtleitend ist und somit Magnetkerne mit äußerst geringen Kernverlusten herzustellen sind.
Ferrimagnetismus unterscheidet sich vom Ferromagnetismus durch die antiparallele, quantitativ jedoch ungleich verteilte magnetische Ordnung der Elementarmagnete in den weissschen Bezirken. Die durch Superaustausch entgegengesetzt ausgerichteten Spins paramagnetischer Ionen werden dabei nur teilweise kompensiert. Die Magnetisierungen zweier benachbarter Elementarmagnete heben sich deshalb nur teilweise auf. Das makroskopische Verhalten ist somit eine schwächere Form des Ferromagnetismus, wodurch die vergleichsweise relativ geringe Sättigungsinduktion von Ferriten erklärbar wird.

## Eigenschaften
Es wird zwischen weichmagnetischen und hartmagnetischen Ferriten unterschieden. Weichmagnetische Ferrite besitzen eine möglichst geringe Koerzitivfeldstärke, hartmagnetische Ferrite eine möglichst hohe. Ob ein magnetischer Werkstoff eher weich- oder hartmagnetisch ist, lässt sich anhand seiner Hysteresekurve ermitteln. Für weichmagnetische Ferrite wird eine möglichst leichte (Um-)Magnetisierbarkeit angestrebt, was einer schmalen Hysteresekurve entspricht.

### Weichmagnetische Ferrite

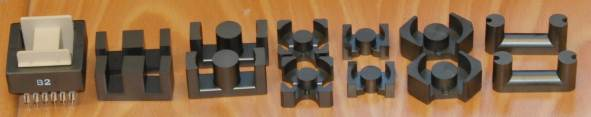
Bauformen weichmagnetischer Ferritkerne, wie sie in Gleichspannungswandlern und Schaltnetzteilen eingesetzt werden

Weichmagnetische Ferrite werden in der Elektrotechnik als Magnetkerne in Transformatoren, Schaltnetzteilen, Drosseln und in Spulen eingesetzt. Im nicht gesättigten Fall ist eine hohe magnetische Leitfähigkeit (Permeabilität) möglich.
Da sie kaum elektrisch leitfähig sind und daher nahezu keine Wirbelstromverluste auftreten, sind sie auch für hohe Frequenzen bis zu einigen Megahertz geeignet. Spezielle, für Mikrowellen geeignete Ferrite bestehen aus Spinellen und Granaten.
Die üblichen weichmagnetischen Ferritmaterialen sind:
- Mangan-Zink-Ferrite (MnZn) in der Zusammensetzung MnaZn(1-a)Fe2O4
- Nickel-Zink-Ferrite (NiZn) in der Zusammensetzung NiaZn(1-a)Fe2O4

MnZn hat gegenüber NiZn eine höhere Permeabilität und höhere Sättigungsmagnetisierung. Die elektrische Leitfähigkeit von NiZn ist geringer als MnZn, weshalb NiZn für höhere Frequenzen geeignet ist.

### Hartmagnetische Ferrite

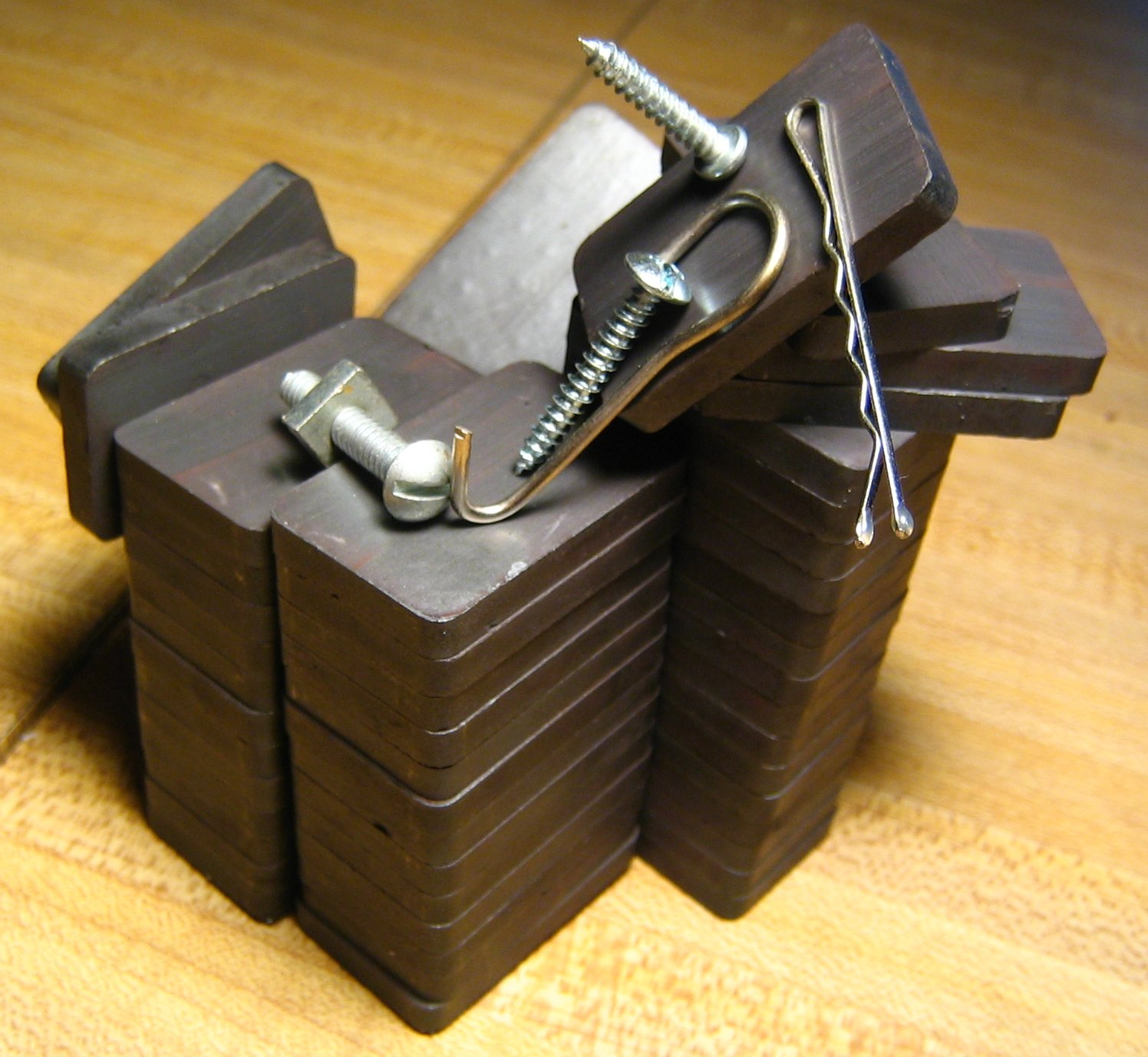
Hartmagnetische Ferrite (Schwarze Blöcke), die als Dauermagnet verwendet werden

Hartmagnetische Ferrite werden als kostengünstige Dauermagnete beispielsweise in Lautsprechern eingesetzt. Im Vergleich zu den Seltenerdmagneten weisen sie eine kleinere Koerzitivfeldstärke und kleinere Remanenzflussdichte auf und haben damit eine deutlich geringere magnetische Energiedichte.
Die üblichen hartmagnetischen Ferritmaterialen sind:
- Strontiumferrite in der Zusammensetzung SrFe12O19
- Bariumferrite in der Zusammensetzung BaFe12O19
- Cobaltferrite  in der Zusammensetzung CoFe2O4[4]

Bariumferrite sind vergleichsweise robust und unempfindlich gegenüber Luftfeuchtigkeit.

## Herstellung

### Weichmagnetische Ferrite
Ausgangsprodukte für die Herstellung weichmagnetische Ferrite sind feingemahlene Eisen-Sauerstoffverbindungen wie Eisen(III)-oxid oder Hämatit. Diese Eisenoxide sind im allgemeinen Sprachgebrauch als Rost bekannt. Dazu werden ebenfalls feingemahlene Metalloxide- oder Metallcarbonate als Zuschlagsstoffe gegeben. Diese Pulvermaterialien werden entweder trocken oder in einem Wasserbad möglichst gleichmäßig miteinander vermischt. Die Mischung wird dann einem chemischen Prozess, der Kalzinierung bei etwa 1000 °C unterzogen. Dieser Prozess wird veraltet als „Vorsintern“ bezeichnet. Während des Kalzinierungsprozesses werden die Sauerstoff- oder Carbonat-Verbindungen teilweise zersetzt und die Zuschlagsstoffe lagern sich in das kubische Kristallsystem des Eisenoxids ein. Nach der Kalzinierung wird das entstandene Pulver wieder mit Wasser und einem Binder gemischt und zu feinen, möglichst gleich großen Körnern mit Korngrößen von etwa 1 bis 2 µm zermahlen. Diese Körner bilden die jeweiligen Elementarmagnete des späteren Werkstoffes.
Nach der Trocknung des Pulvers wird dieses mit hohem und gleichförmigem Druck zu Rohlingen in die gewünschte Form gepresst. Die Rohlinge werden danach in einer speziell angepassten Atmosphäre bei 1000 bis 1450 °C gesintert. Während des Sinterns schrumpft das Volumen des Kernes um etwa 40 bis 50 %. Die chemische Zusammensetzung und vor allem die molekulare Struktur von Vorsinterprodukt und dem Sinterprodukt, einem weichmagnetischen keramischen Ferrit, unterscheiden sich danach stark.
Ferritkerne, die einen Luftspalt haben, müssen präzise auf Maßhaltigkeit nachgeschliffen werden. Zur Einhaltung der Isolationsspannung und Durchschlagsfestigkeit  des Wickeldrahtes bei Beschädigung der Drahtisolation werden zum Abschluss die keramischen Ferritkerne meist mit einer geeigneten Isolation (Parylene, Epoxidharz oder Polyurethan) beschichtet. Keramische Ferrite sind, wie alle keramischen Werkstoffe, hart und spröde und daher bruchgefährdet.
Eine weitere Möglichkeit, einen weichmagnetischen Ferrit herzustellen, ist, die zermahlenen Körner mit einem thermoplastischen Kompositwerkstoff zu mischen und diese Masse mittels eines Spritzgussverfahrens in eine gewünschte Form zu bringen. Dies kann ohne Sinterung, d. h. ohne Schwund erfolgen, wodurch sehr enge mechanische Toleranzen erreichbar sind. Eine nachträgliche Bearbeitung mit für Kunststoffe üblichen Verfahren ist möglich. Die sogenannten „Plastoferrite“ werden als Spulenträger, Mehrlochkerne sowie in Form von Gehäusen, Steckern und Folien hergestellt. Typische Anwendungsbeispiele für Plastoferrite sind, neben dem Einsatz als magnetische Kerne für Induktivitäten, Abschirmungen, Entstörungsdrosseln sowie flexible Antennen.

### Hartmagnetische Ferrite
Ausgangsprodukte für die Herstellung hartmagnetische Ferrite sind ebenfalls feingemahlene Eisen-Sauerstoffverbindungen wie Eisen(III)-oxid oder Hämatit. Dieses Pulver wird mit feingemahlenem Barium-, Strontium- oder Cobaltcarbonat gemischt und dann dem oben beschriebenen Kalzinierungsprozess unterzogen. Anschließend wird das Reaktionsprodukt möglichst fein aufgemahlen (Einbereichsteilchen, Weiss-Bezirke, Korngröße 1 bis 2 µm), zu Presslingen geformt, getrocknet und gesintert. Die Formung der Presslinge kann in einem äußeren Magnetfeld erfolgen, wobei die Körner (möglichst Einbereichsteilchen) so in eine Vorzugsorientierung gebracht werden (Anisotropie).
Bei kleinen, geometrisch einfachen Formen kann ebenfalls das sogenannte „Trockenpressen“ zur Formung von Werkstücken eingesetzt werden; hierbei ist die starke Tendenz zur (Re-)Agglomeration kleinster Teilchen (1 bis 2 µm) die Ursache für meist schlechtere magnetische Kennwerte gegenüber den „nass“ gepressten Teilen. Direkt aus den Ausgangsstoffen geformte Presskörper können zwar konzertiert kalziniert und gesintert werden, die magnetischen Kennwerte von auf diesem Wege hergestellten Produkten sind aber sehr schlecht.
Auch hartmagnetische Ferritgrundstoffe können mit einem thermoplastischen Kompositwerkstoff gemischt und mittels eines Spritzgussverfahrens in eine gewünschte Form gebracht werden. Plastomagnete werden als Streifen, Platten, Ringe und Hohlformen hergestellt. Bekannteste Anwendung für Plastoferrite sind die Magnetstreifen in Kühlschrankdichtungen.

## Geschichte
Die ersten Forschungen zu den magnetischen Eigenschaften von Oxiden machte der deutsche Chemiker Siegfried Hilpert. Er beschrieb im Jahre 1908 in einem Patent verschiedene magnetische Oxide mit elektrisch isolierenden Eigenschaften zur Verwendung als magnetisches Kernmaterial. Als Zusammensetzung solcher Legierungen schlug er M2+OFe23+O3, vor, wobei „M“ für verschiedene divalente Metalle wie Mn, Cu, Co, Zn, Ni und Mg steht. Wegen der recht hohen Verluste dieser damaligen Versuchs-Legierungen wurde diese Entwicklung nicht weiterverfolgt.
Entscheidend für die elektrischen und magnetischen Eigenschaften der Materialien sind die Sinterbedingungen und die Methoden der Nachbehandlung. Die dazu erforderlichen Grundlagen zur Spinell-Kristallstruktur wurden 1915 durch W. H. Bragg und K. Nishikawa beschrieben

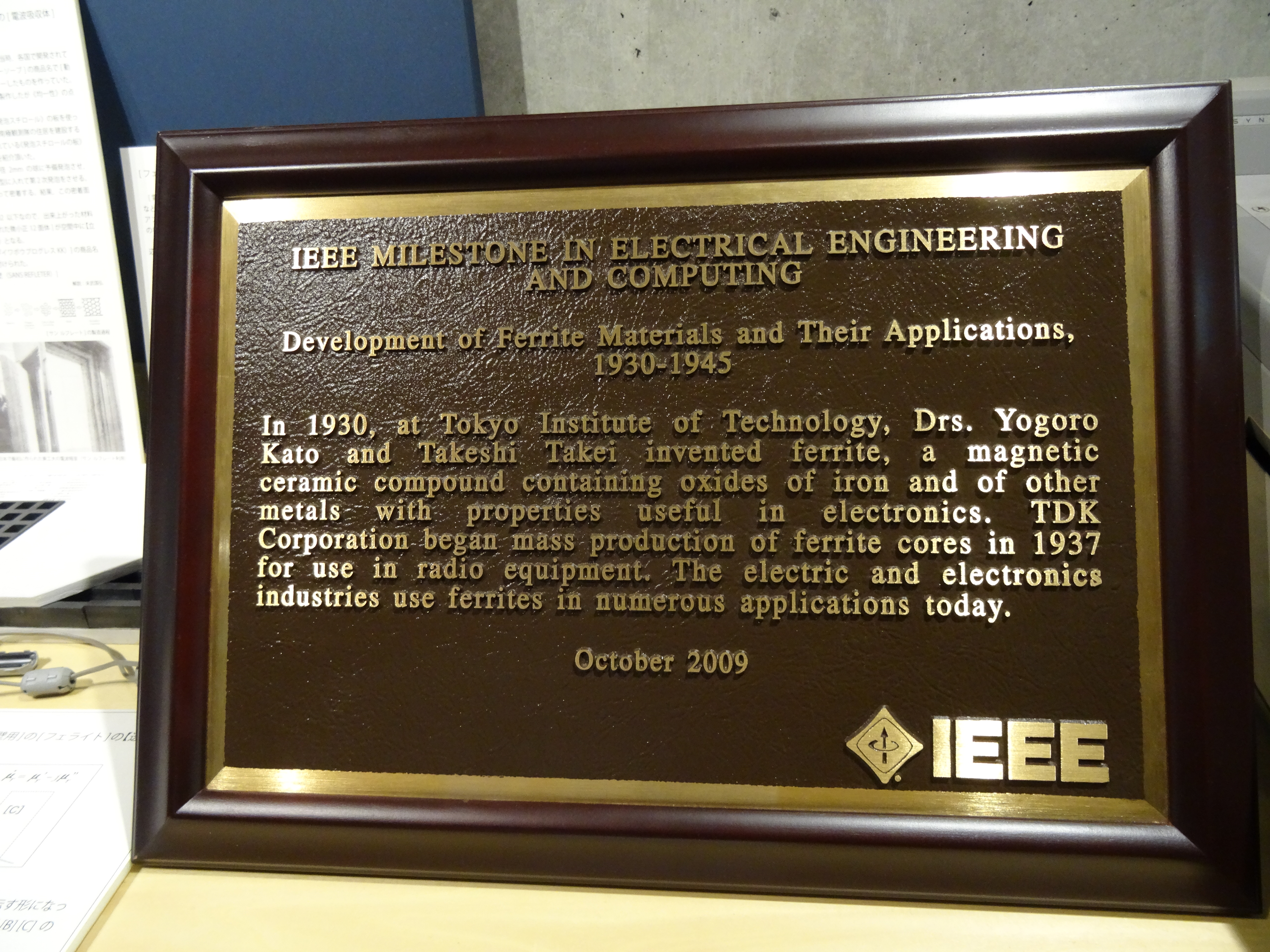
IEEE-Plakette von 2009 zur Ehrung der japanischen Erfinder von Ferritkernen

1930 synthetisierten T. Takei zusammen mit Y. Kato am Tokyo Institute of Technology in Sendai, Japan, die ersten Ferrit-Legierungen mit Zink und Eisen. 1932 wurde dafür das japanische Patent PAT-98844 erteilt. 1936 wurde von diesen Wissenschaftlern auch noch das weichmagnetische Si-Al-Fe-Metallpulver Sendust als Alternative zu Permalloy in Spulen für Telefonnetze entwickelt. Zur Kommerzialisierung dieser Werkstoffe gründeten Kato und Takei 1935 die Firma TDK Corporation. TDK begann 1937 mit der Massenfertigung von Magnetkernen und Ferritkernen für Spulen in Empfängerkreisen. Die japanischen Erfindungen wurden bis zum Ende des Krieges nur in Japan eingesetzt.
Anfang der 1940er Jahre begann J. L.Snoek am Philips Natuurkundig Laboratorium mit der Erforschung von Kupfer-Zink-Ferriten, nachdem er davor weichmagnetische Legierungen erheblich verbessern konnte. Seine ersten Versuche ergaben ein Ferrit-Material mit hoher Güte und einer Permeabilität von 10. Snoek erkannte, dass sich mit einer Veränderung der Herstellprozesse und der Grundbestandteile diese Werte noch erheblich verbessern ließen. Insbesondere betraf das die Kernverluste bei höheren Frequenzen. Das Einfügen nichtmagnetischer FeZn-Verbindungen in die magnetische Spinellstruktur des Magnetits ab 1940 war die Basiserfindung für die späteren weichmagnetischen Ferritkerne.

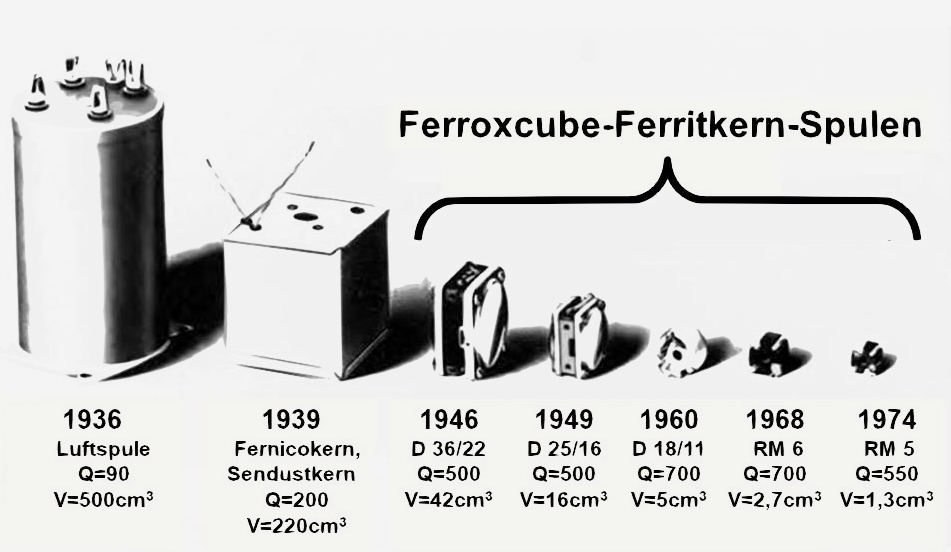
Miniaturisierung von Spulen für Empfängerkreise in den Jahren 1936 bis 1974 durch verbesserte Kernmaterialien

Die Arbeit von Snoek inspirierte den französischen Forscher Louis Néel. Nach seinen grundlegenden Entdeckungen auf dem Gebiet des Antiferromagnetismus und des Ferromagnetismus Mitte der 1940er Jahre formulierte er 1948 seine Theorie des Ferrimagnetismus. Néel erhielt für seine Arbeiten über den Magnetismus, die zu wichtigen Erkenntnissen in der Festkörperphysik geführt haben, 1970 den Physik-Nobelpreis.
Die Forschungsgruppe um Snoek entwickelte insgesamt vier unterschiedliche Ferritsorten: CuFe-Ferrite, MnZn-Ferrite, Mg-Zn-Ferrite und NiZn-Ferrite. Sie wurden von Philips unter dem Handelsnamen „Ferroxcube“ (Fe = Eisen, ox = Oxid, cube = kubische Kristallstruktur) vermarktet. Der erste industrielle Durchbruch kam 1946 mit einer Applikation im Bereich der Telekommunikation. Die etwas schwierige Situation nach dem 2. Weltkrieg mit Patentrechten bei den Ferrit-Erfindungen führte 1947 zu einer Einigung zwischen Philips und der amerikanischen Western Electric in Form einer Kreuz-Vereinbarung, die für beide Parteien sehr erfolgreich war.
Der ansteigende Bedarf an Rundfunk- und später Fernsehgeräten beschleunigte die Entwicklung bei den weichmagnetischen Ferriten zu immer neuen, anwendungsspezifischen Eigenschaften. Als erste Beispiele sind die Jochringe in den Ablenkeinheiten von TV-Geräten und die Transformatoren für Schaltnetzteile zu nennen. In den Jahren 1960 bis 2000 wurden immer neue Ferritsorten entwickelt. Es sind Materialien mit einer Permeabilität bis zu 30.000  und für Anwendungen bis zu 10 MHz entwickelt worden.  Neue Entwicklungen im Bereich der Nano-Technik eröffnen neue Perspektiven, so dass es scheint, dass auch in Zukunft weichmagnetische Ferrite eine wichtige Rolle spielen werden.
Die Entwicklung hartmagnetischer Ferrite begann mit einer nicht-gewollten Verwechslung. Auf der Suche nach einem neuen Halbleitermaterial machte 1950 ein Assistent im Philips Natuurkundig Laboratorium (Philips Physics Laboratory) einen Fehler bei der Vorbereitung einer Probe von hexagonalem Lanthanferrit, indem er Barium verwendete. Bei seiner Untersuchung wurden die guten hartmagnetischen Eigenschaften entdeckt und das Material wurde zum Bariumhexaferrit (BaFe12O19) weiterentwickelt. Das Material hat einerseits eine hohe Koerzitivfeldstärke und ist andererseits preiswert. Es wurde ab 1952 mit dem Handelsnamen „Ferroxdure“ vermarktet und fand schnell Eingang als Permanentmagnet in Lautsprechern.
In den 1960er Jahren entwickelte Philips das Strontiumhexaferrit (SrFe12O19) mit besseren Eigenschaften als Bariumhexaferrit. Barium- und Strontiumhexaferrit dominieren aufgrund ihrer niedrigen Kosten bis heute den Markt. Es wurden jedoch andere Materialien mit verbesserten Eigenschaften gefunden. BaFe2 + 2Fe3 + 16O27 kam 1980. und Ba2ZnFe18O23 kam 1991.

## Anwendungsgebiete

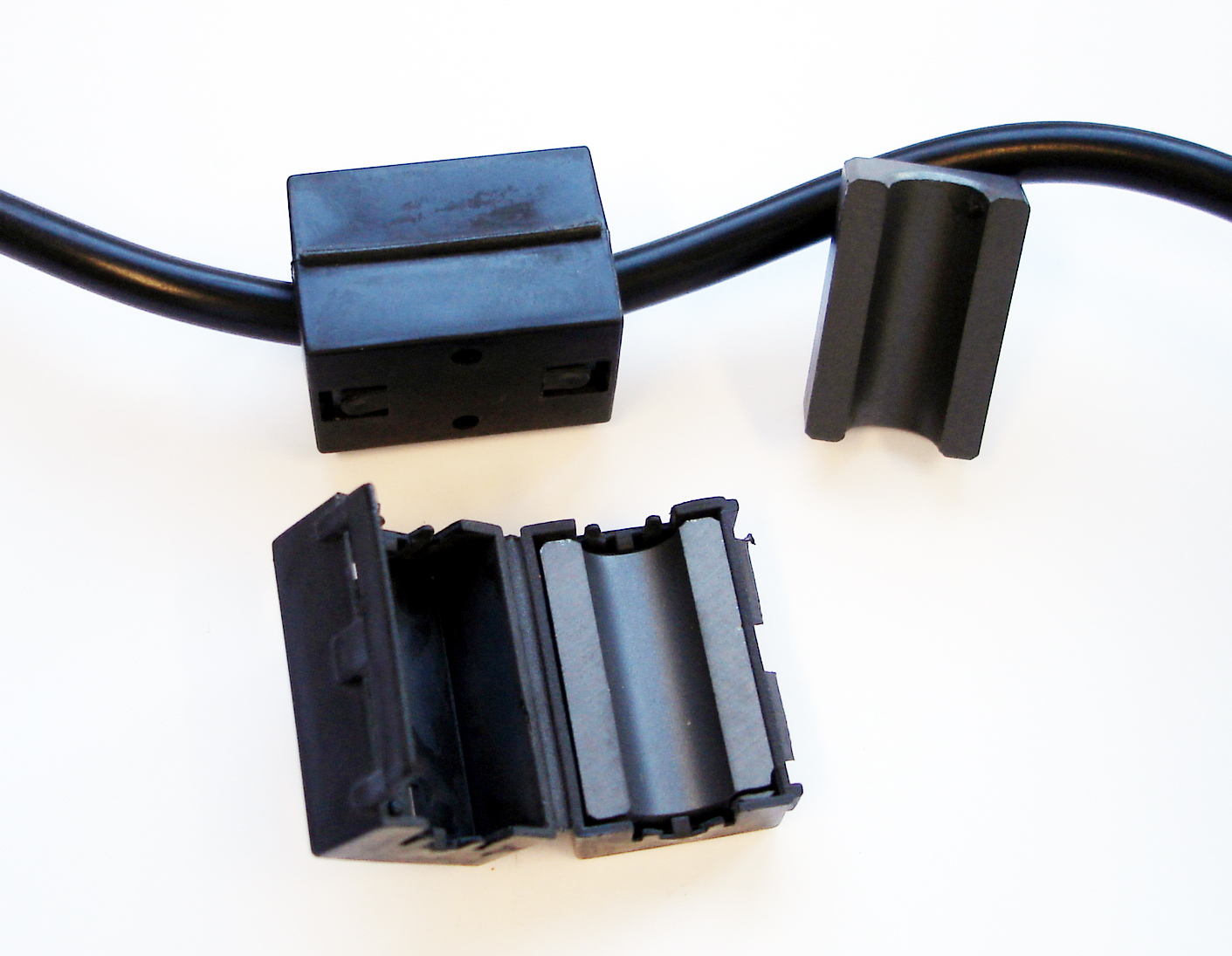
Klappferrite, z. B. für Mantelwellenfilter

Anwendung finden Magnetwerkstoffe auf Ferritbasis vor allem in der Elektrotechnik.
Weichmagnetische Ferrite:
- Ferritkerne in Spulen (Ferritantennen), Drosseln und Transformatoren
- Zum Verändern der Leitungseigenschaften, siehe Bespulte Leitung
- in der Hochfrequenztechnik (HF) und beim Antennenbau, z. B. Kerne in Baluns und Zirkulatoren in Diplexern, sowie in variablen Dämpfungsgliedern bzw. Absorbern.
- Impulsübertrager und Signalübertrager für hohe Frequenzen, z. B. in Symmetriergliedern
- Magnetköpfe in Tonbandgeräten (Löschkopf), Videorecordern, Computer-Festplatten und Diskettenlaufwerken
- Zur Abdichtung von Mikrowellengeräten (Ferrit absorbiert die aus dem Garraum austretenden elektromagnetischen Wellen und verhindert so die Emission nach außen)
- Stealth-Technik zur Tarnung (Ferrit absorbiert Radar-Wellen)

Je nach Anwendung werden verschiedenste Bauformen hergestellt:

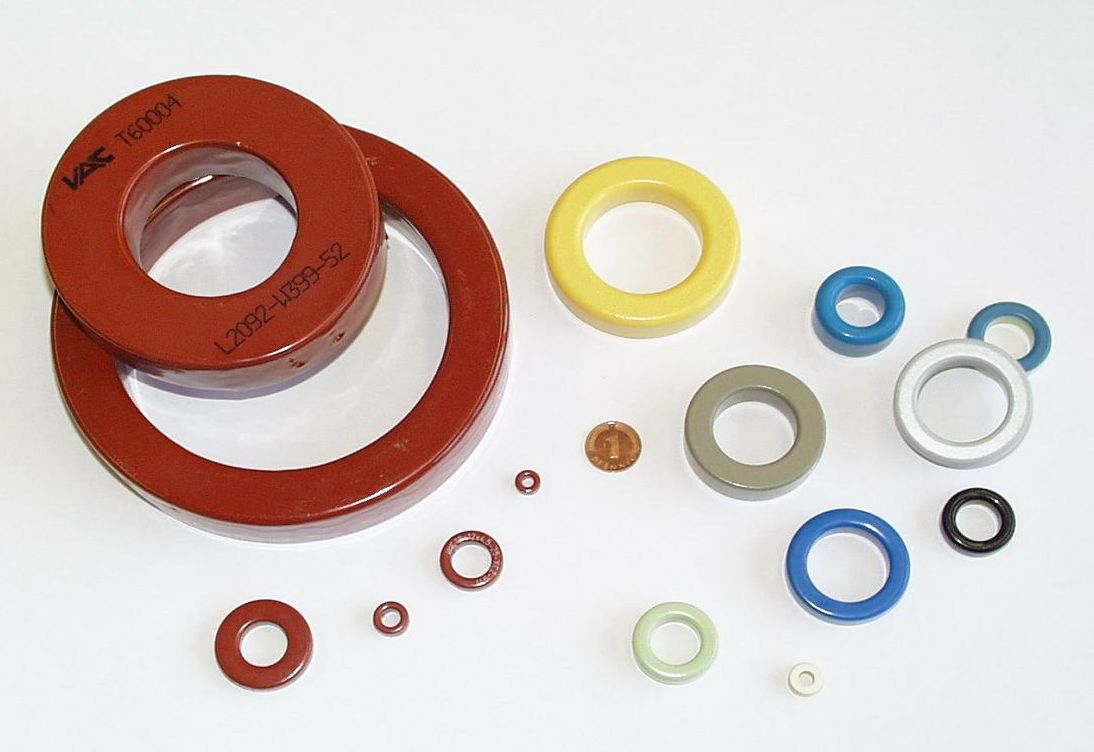
Unterschiedlich lackierte Ferrit-Ringkerne (die Farben dienen zur leichteren Identifizierung)

Ringkerne (Bild), Stabkerne, sog. bobbin-Kerne, Topfkerne, E- und U-Kerne (in Kombination mit gleichartigen oder mit I-Kernen). Die Buchstaben-Kennzeichnung erfolgt dabei in Anlehnung an die Form. Ein Großteil der Massenferrite wird inzwischen in Asien hergestellt. Seit einigen Jahren werden in China enorme Fertigungskapazitäten aufgebaut.
Hartmagnetische Ferrite:
- Magnetisierbare Beschichtung auf Ton- und Videobändern (hier jedoch nicht keramisch gebunden)
- Kernspeicher in Computern mit auf Cu-Drähten aufgefädelten Magnetringen (heute veraltet)
- Dauermagnete aller Art, z. B. Magnetsegmente in permanentmagnetisch erregten Elektromotoren, in Lautsprechern
- Verbundwerkstoffe (Compounds) aus Hartferritpulvern und Thermo- bzw. Duroplasten, die entweder spritzgegossen, extrudiert oder kalandriert werden. Bei den meisten spritzgegossenen Werkstücken aus Hartferritcompound wird nach dem Einspritzen in das Werkzeug ein äußeres Magnetfeld angelegt, um die magnetischen Kennwerte zu verbessern. Bei kalandrierten, und teilweise auch bei extrudierten Compounds findet die Ausrichtung idealerweise mechanisch statt, wobei die Plättchenform der Körner von Hartferrit ausgenutzt wird. Hartferritpulver für spritzgussfähige Compounds dagegen sollen möglichst runde Körner besitzen, da sie sich beim Ausrichten im äußeren Magnetfeld in der sehr zähen (hochviskosen) Kunststoffmatrix noch drehen können sollten.